# Kraftwerk Brugg
Das Kraftwerk Brugg war ein ehemaliges Laufwasserkraftwerk der Stadt Brugg im Kanton Aargau. Es befand sich am rechten Ufer der Aare beim Eingang des Flusses in die Aareschlucht neben dem Brunnenmühlesteg, etwa 300 Meter oberhalb der Altstadt von Brugg. Das Maschinenhaus bildet eine Sehenswürdigkeit auf der fünften Etappe des Industriekulturpfads Limmat–Wasserschloss.

## Geschichte
Nach dem Limmat-Kraftwerk Kappelerhof der Stadt Baden war das Brugger Kraftwerk das zweite städtische Elektrizitätswerk im Kanton Aargau. Beide Anlagen entstanden im Jahr 1892. Das Kraftwerk Brugg wurde vom städtischen Elektrizitätswerk, der heutigen IBB Energie AG in Brugg, errichtet. Die Vorbereitungen für den Bau des Aarekraftwerks führten am 14. August 1890 zur Erteilung der Betriebskonzession an die Stadt Brugg durch den Regierungsrat des Kantons Aargau. Nun konnten sich die interessierten Strombezüger in der Stadtgemeinde für Abonnemente von Licht- und von Kraftstrom anmelden.

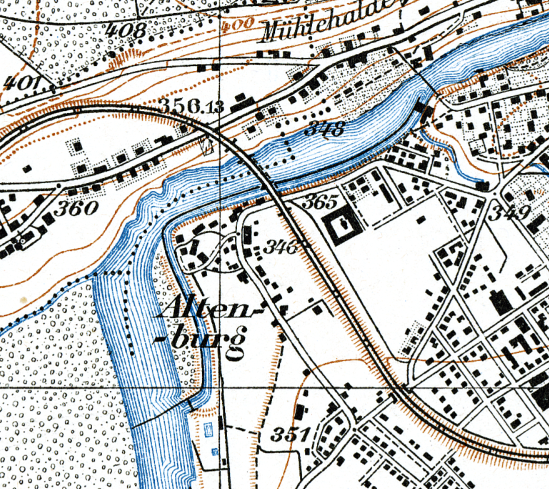
Ausschnitt aus der Siegfriedkarte mit den Anlagen des Kraftwerks Brugg

Der Bau des Werks begann 1891 nach Plänen des Ingenieurs Schmid-Läuchle aus Aarau. Etwa 200 Meter oberhalb der damals noch selbständigen, zehn Jahre später zu Brugg eingemeindeten Ortschaft Altenburg beim heutigen Freibad Brugg begann der rechtsufrige Oberwasserkanal▼, der das Wasser in einem gemauerten Kanalbett um den Felsvorsprung von Altenburg, dem Abhang der Hochterrasse entlang und unter der Eisenbahnbrücke Brugg-Umiken hindurch zum Kraftwerk führte. Die Wasserrückgabe erfolgte 1150 m unterhalb der Wasserentnahme bei der Mündung des Süssbachs in die Aare, wo auch das Maschinenhaus des Kraftwerks steht.
Im Maschinenhaus befanden sich anfänglich zwei Jonval-Turbinen der Maschinenfabrik Rieter AG  in Winterthur, die zusammen 500 PS leisteten.
Im Jahr 1895 schloss sich das Thermalbad Schinznach dem Verteilnetz des Kraftwerks Brugg an, das zu Beginn vor allem Strom für die Beleuchtung lieferte. 1898 zählte das Verteilnetz des Elektrizitätswerks neun grössere Abnehmer. Zur Leistungssteigerung und Ergänzung bei Wasserknappheit wurde eine 300 PS-Dampfmaschine von Sulzer eingebaut. Von 1901 bis 1911 wurde das Versorgungsgebiet auf die Gemeinden Altenburg, Umiken, Lauffohr und Birrenlauf ausgeweitet.
In den Jahren 1901 und 1902 stand ein grösserer Umbau des Werks an. Es wurde eine dritte Turbine eingebaut und der 125 kW-Dynamo von Siemens, der Gleichstromerzeugung mit einer Spannung von 500 V abgab, wurde 1901 zum Verkauf ausgeschrieben.
Die Stadt Brugg plante den Zusammenschluss mit dem Kraftwerk Zufikon, das später an die Aargauischen Elektrizitätswerke überging. 1911 errichtete die Stadt Brugg in der Nähe des Bahnhofs Brugg unterhalb der Altstadt ein gemeindeeigenes Gaswerk.
In den Jahren 1915 bis 1921 wurden auch die Gemeinden Scherz, Habsburg, Königsfelden und Hausen an das Stromnetz angeschlossen. Eine 1918 angelegte Sohlschwelle und ein einfaches Stauwehr leitete dem Oberwasserkanal mehr Wasser zu. Im Kraftwerk waren 1928 nur noch eine Jonval-Turbine aufgestellt, die restlichen waren bereits durch Francis-Turbinen ersetzt. Nach dem Ersatz der letzten Jonval-Turbine hatte das Werk eine Leistung von 910 PS.
Ein Hochwasser zerstörte am 14. April 1940 das Stauwehr in der Aare. In den Jahren 1943 und 1944 wurde das in den 2020er-Jahren noch bestehende Dachwehr▼ in die Aare eingebaut.
1947 waren im Kraftwerk eine Propellerturbine, eine Kaplan-Turbine und eine Francis-Turbine aufgestellt, die zusammen eine Leistung von 1500 PS erbringen konnten.
Ende 1952 wurde das Kraftwerk Brugg stillgelegt, weil nun wenige Kilometer oberhalb der Stadt Brugg in der Auenlandschaft an der Aare das neue NOK-Kraftwerk Wildegg-Brugg den Betrieb aufnahm. Die Konzession für diese Anlage wurde bereits 1917 erteilt. Der ehemalige Oberwasserkanal wurde bis auf eine kurze Strecke unterhalb von Altenburg verfüllt und dient zwischen der Altstadt von Brugg und Altenburg als Teilstück der Uferpromenade.